# Menelik I
Menelik I (o Menyelek I, originariamente chiamato Ebna la-Hakim, cioè "Figlio del Saggio"; Tzada Cristian, ... – ...; fl. X secolo a.C.) è stato il primo leggendario imperatore d'Etiopia dopo la morte della madre.

## Biografia

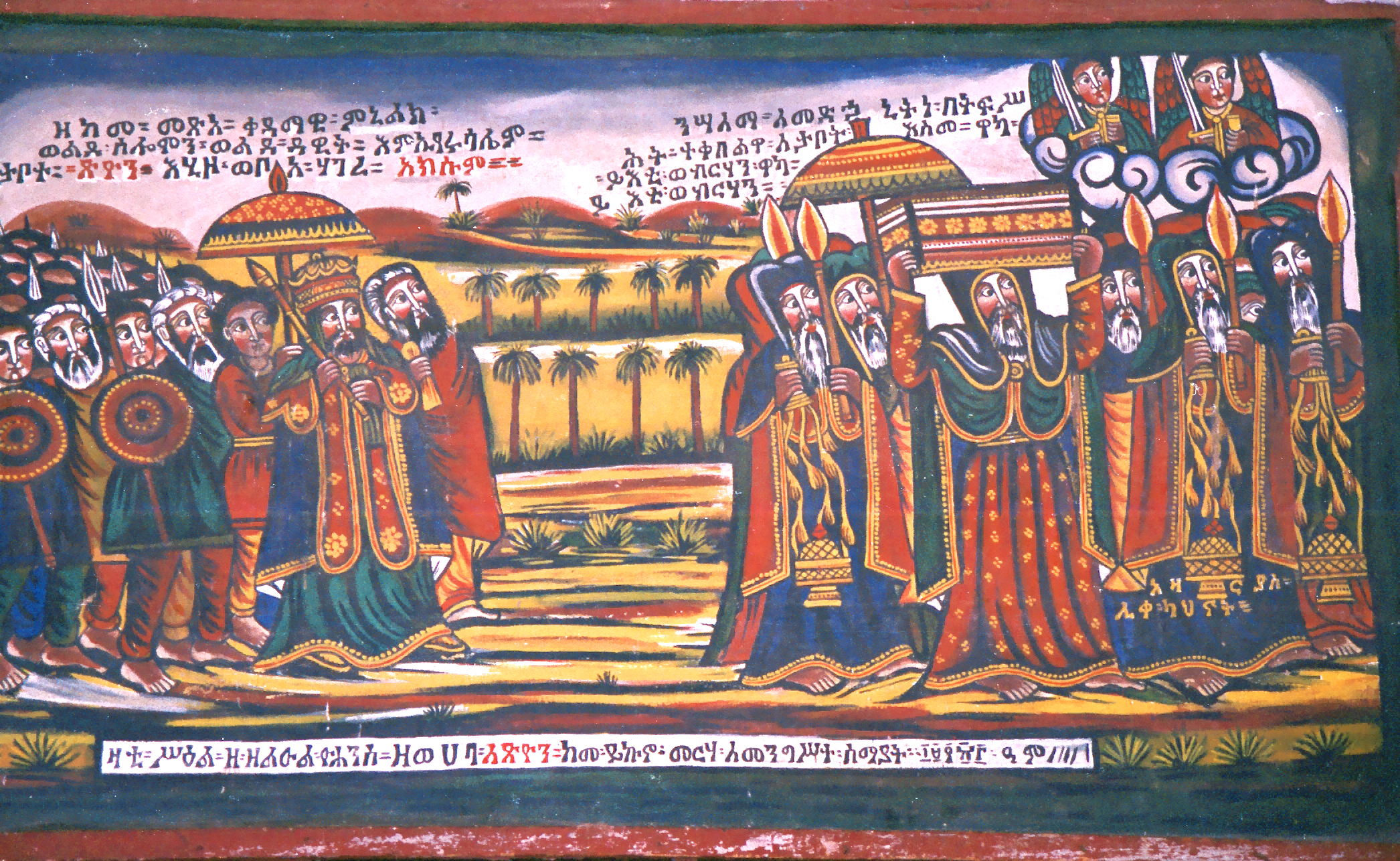
L'Arca dell'Alleanza che arriva in Etiopia con Menelik I.

Come riporta il libro sacro della tradizione d'Etiopia, il Kebra Nagast (libro della Gloria dei Re), era il figlio primogenito di Makeda, la vergine regina di Saba, e di Salomone, il re d'Israele.
Al raggiungimento dell'età adulta, dopo una visita a Gerusalemme per incontrare il padre, che in seguito divenne corrotto e idolatro, con l'aiuto del figlio del sacerdote del Tempio di Gerusalemme, Zadok (o Tsadok), e grazie alla benedizione divina, trafugò l'Arca dell'Alleanza da Israele, portandola in Etiopia.

## Discendenza

Il Leone di Giuda, simbolo etiope.

Duecentoventitreesimo discendente di Menelik I, seguendo la linea regale di Davide e Salomone (ovvero della tribù di Giuda), è Menelik II, imperatore d'Etiopia dal 1889 al 1913 nonché cugino dell'imperatore Ras Tafari Makonnen, incoronato negus nel 1930 col titolo di Haile Selassie I, Re dei Re, Signore dei Signori, Leone Conquistatore della tribù di Giuda.